# یوری استارونسکی
یوری استارونسکی (روسی: Юрий Васильевич Старунский؛ ۱۱ ژوئیهٔ ۱۹۴۵ – ۲۴ دسامبر ۲۰۱۰) بازیکن والیبال، و مربی (ورزش) اهل روسیه بود.